# The Ministry of Ungentlemanly Warfare
The Ministry of Ungentlemanly Warfare (bra: Guerra sem Regras; prt: The Ministry of Ungentlemanly Warfare) é um filme britânico-estadunidense de 2024, dos gêneros comédia de ação e espionagem, dirigido por Guy Ritchie, e estrelado por Henry Cavill, Eiza González, Alan Ritchson, Alex Pettyfer, Hero Fiennes Tiffin, Babs Olusanmokun, Henry Golding e Cary Elwes. O roteiro que Ritchie coescreveu ao lado de Paul Tamasy, Eric Johnson e Arash Amel foi baseado no livro "Churchill's Secret Warriors: The Explosive True Story of the Special Forces Desperadoes of WWII" (2014), de Damien Lewis.
A trama retrata uma versão altamente fictícia da Operação Postmaster, uma missão especial britânica realizada na ilha espanhola de Fernando Pó, localizada na costa oeste da África, no Golfo da Guiné, durante a Segunda Guerra Mundial.
"The Ministry of Ungentlemanly Warfare" estreou em Nova Iorque em 13 de abril de 2024. Seis dias depois, em 19 de abril, o filme foi lançado nos cinemas dos Estados Unidos, pela Lionsgate. No Brasil e em Portugal, a produção foi lançada diretamente na Amazon Prime Video em 25 de julho de 2024. Apesar de obter uma recepção positiva da crítica especializada, o filme foi um fracasso de bilheteria, arrecadando quase US$ 27 milhões com um orçamento de US$ 60 milhões.
A produção compartilha o título com o livro "Churchill's Ministry of Ungentlemanly Warfare" (2016), de Giles Milton, que não faz parte do material que baseou o roteiro do filme.

## Enredo
No final de 1941, durante a Segunda Guerra Mundial, o Reino Unido enfrenta dificuldades para conter as tentativas da Alemanha Nazista de dominar a Europa, com Londres sendo regularmente bombardeada pela Luftwaffe. Com seus navios de suprimentos e ajuda sendo constantemente afundados por submarinos alemães, o Brigadeiro Colin "M" Gubbins (Cary Elwes) com o apoio indireto do Primeiro-ministro Winston Churchill (Rory Kinnear), planeja iniciar a Operação Postmaster, uma missão secreta de sabotagem destinada a interromper o reabastecimento dos submarinos nazistas na ilha de Fernando Pó, que está sob o controle da Espanha. Enquanto os agentes da SOE, Marjorie Stewart (Eiza González) e Richard Heron (Babs Olusanmokun), partem de trem, Gubbins convoca Gus March-Phillips (Henry Cavill) para formar uma equipe terrestre para destruir o navio de suprimentos italiano Duchessa d'Aosta e dois rebocadores que o acompanham.
Usando o pesqueiro sueco neutro Maid of Honor, Gus e seus aliados, Graham "Henry" Hayes (Hero Fiennes Tiffin), Freddy Alvárez (Henry Golding) e o oficial naval dinamarquês Anders Lassen (Alan Ritchson) – o único não-britânico a ser condecorado com a Cruz Vitória, começam a lenta viagem para Fernando Pó. Ao descobrir que Geoffrey Appleyard (Alex Pettyfer), agente sabotador da SOE enviado na frente por Gubbins na expectativa de que Gus quisesse incluí-lo na equipe, foi capturado por agentes da Gestapo, ele muda de rota para uma área controlada pelos nazistas nas Ilhas Canárias, a fim de realizar uma missão de resgate.
Enquanto isso, chegando mais cedo a Fernando Pó, Marjorie e Heron utilizam o salão de jogos 'ilegal' do local para recrutar reforços para a equipe de Gus, enquanto Marjorie seduz Heinrich Luhr (Til Schweiger), o comandante da SS na região. Ao descobrir que o navio Duchessa pretende partir três dias antes do previsto, Gus decide atravessar um bloqueio naval britânico na África Ocidental ocupada pelos nazistas, mesmo sabendo que serão presos se a missão não-autorizada for descoberta.
Na noite do ataque planejado, Marjorie e Heron descobrem que Luhr reforçou o casco do Duchessa, apesar das reservas do adido italiano. Avisados a tempo, Gus e Appleyard decidem que a melhor ação é sequestrar os navios e usá-los como moeda de troca, após um informante na equipe de Gubbins revelar a missão ao comando superior. Embora Luhr eventualmente perceba a situação quando Marjorie vacila em seu disfarce, o ataque é bem-sucedido, e ela então atira na cabeça dele. Entregando os navios a uma frota britânica fora de Lagos, a equipe é presa. Enquanto aguardam o tribunal militar, eles são salvos e recrutados por Churchill como parte de seu "Ministério de Guerra Descortês", já que suas ações não só danificaram gravemente a força naval nazista, mas também permitiram que os Estados Unidos, que haviam recentemente entrado na guerra após o ataque japonês a Pearl Harbor, se unissem ao teatro europeu.
Uma montagem antes dos créditos finais revela as atividades dos protagonistas após a operação: Gus tornou-se um herói de guerra, liderando várias missões semelhantes durante o conflito, e se casou com Marjorie no início de sua carreira de atriz; Appleyard recebeu várias condecorações por seu papel na missão, para o divertimento do rei; Hayes tornou-se um espião altamente competente, notável por sobreviver a um ano de tortura nazista sem revelar segredos; Lassen participou de outras missões fora do grupo até sua morte em 1945; e Ian Fleming, que fazia parte do círculo íntimo de Gubbins na época, usou a Operação Postmaster como inspiração para seus romances James Bond.

## Elenco
- Henry Cavill como Gus March-Phillipps
- Eiza González como Marjorie Stewart
- Alan Ritchson como Anders Lassen
- Alex Pettyfer como Geoffrey Appleyard
- Hero Fiennes Tiffin como Graham "Henry" Hayes
- Babs Olusanmokun como Richard Heron
- Henry Golding como Freddy Alvárez
- Cary Elwes como Colin "M" Gubbins
- Til Schweiger como Heinrich Luhr
- Rory Kinnear como Winston Churchill
- Henrique Zaga como Capitão Binea
- Freddie Fox como Ian Fleming
- Danny Sapani como Kambili Kalu
- Simon Paisley Day como Almirante Pound

## Produção
Em 2015, a Paramount Pictures adquiriu os direitos do livro "The Ministry of Ungentlemanly Warfare: How Churchill's Secret Warriors Set Europe Ablaze and Gave Birth to Modern Black Ops", de Damien Lewis. Guy Ritchie foi escalado como o diretor do projeto em fevereiro de 2021, a partir de um roteiro de Arash Amel, com Jerry Bruckheimer produzindo o filme. Em outubro de 2022, Henry Cavill e Eiza González foram escalados para os papéis principais, com a Paramount já fora do projeto e a Black Bear Pictures assumindo a responsabilidade da produção. Em fevereiro de 2023, Alan Ritchson, Alex Pettyfer e o restante do elenco foram anunciados.
As filmagens principais começaram em 13 de fevereiro de 2023, em Antália, na Turquia, e foram concluídas em abril daquele ano.
No dia em que as filmagens foram iniciadas, foi anunciado que a Lionsgate havia adquirido os direitos de distribuição do filme nos Estados Unidos, com planos de um lançamento amplo. Além disso, os direitos de distribuição internacional foram vendidos para a disponibilização da produção na Amazon Prime Video em alguns países selecionados.

## Lançamento
A estreia do filme aconteceu em Nova Iorque em 13 de abril de 2024. Seis dias depois, em 19 de abril, o filme foi lançado nos cinemas dos Estados Unidos, pela Lionsgate. Em 10 de maio de 2024, foi disponibilizado para vídeo sob demanda em plataformas de streaming.
No Brasil e em Portugal, a produção foi lançada diretamente na Amazon Prime Video em 25 de julho de 2024.

## Recepção
Tim Grierson, em sua crítica para a revista Screen Daily, escreveu: "Mesmo a introdução de [Ian] Fleming (Freddie Fox), que era um oficial de inteligência naval na época, parece insubstancial, uma nota de rodapé fútil que adiciona muito pouco. Como grande parte de Ungentlemanly Warfare, essa digressão ressalta a vã tentativa do filme de incorporar o espírito insolente dessa unidade de comando orgulhosamente desajeitada. O resultado é uma comédia de ação superficial e irônica – uma missão totalmente fadada ao fracasso".
No site agregador de críticas Rotten Tomatoes, 68% das 165 resenhas dos críticos são positivas, com uma classificação média de 6,1/10. O consenso do site diz: "Transformando uma história real de coragem em um filme de ação cheio de adrenalina, com muito espetáculo, se não suspense, The Ministry of Ungentlemanly Warfare é outra entrada sólida no panteão de Guy Ritchie". O Metacritic, que usa uma média ponderada, atribuiu ao filme uma pontuação de 55 em 100, baseado em 38 críticos, indicando críticas "mistas ou médias". O público entrevistado pelo CinemaScore deu ao filme uma nota média de "A−" em uma escala de A+ a F, enquanto o público entrevistado pelo PostTrak deu ao filme uma pontuação geral positiva de 88%.

### Bilheteria
Durante sua distribuição nos cinemas, o filme arrecadou US$ 20.535.053 na América do Norte e US$ 6.439.880 no exterior, totalizando US$ 26.974.933 mundialmente.
Nos Estados Unidos, "The Ministry of Ungentlemanly Warfare" foi lançado junto com "Abigail" e "Spy × Family Code: White", e estava projetado para arrecadar entre US$ 5 e 8 milhões de 2.845 cinemas em seu fim de semana de estreia. O filme arrecadou US$ 3,7 milhões em seu primeiro dia, incluindo US$ 1,45 milhão de sua pré-estreia. A produção estreou com US$ 9 milhões, ficando em quarto lugar nas bilheterias, atrás de "Guerra Civil", "Abigail" e "Godzilla x Kong: The New Empire". Em seu segundo fim de semana, o filme arrecadou US$ 3,86 milhões (uma queda de 57%), ficando em sexto lugar nas bilheterias.